# Helionides oyaba
Helionides oyaba är en insektsart som först beskrevs av Irena Dworakowska 1981.  Helionides oyaba ingår i släktet Helionides och familjen dvärgstritar.
Artens utbredningsområde är Centralafrikanska republiken. Inga underarter finns listade i Catalogue of Life.